# قصوان حقلي

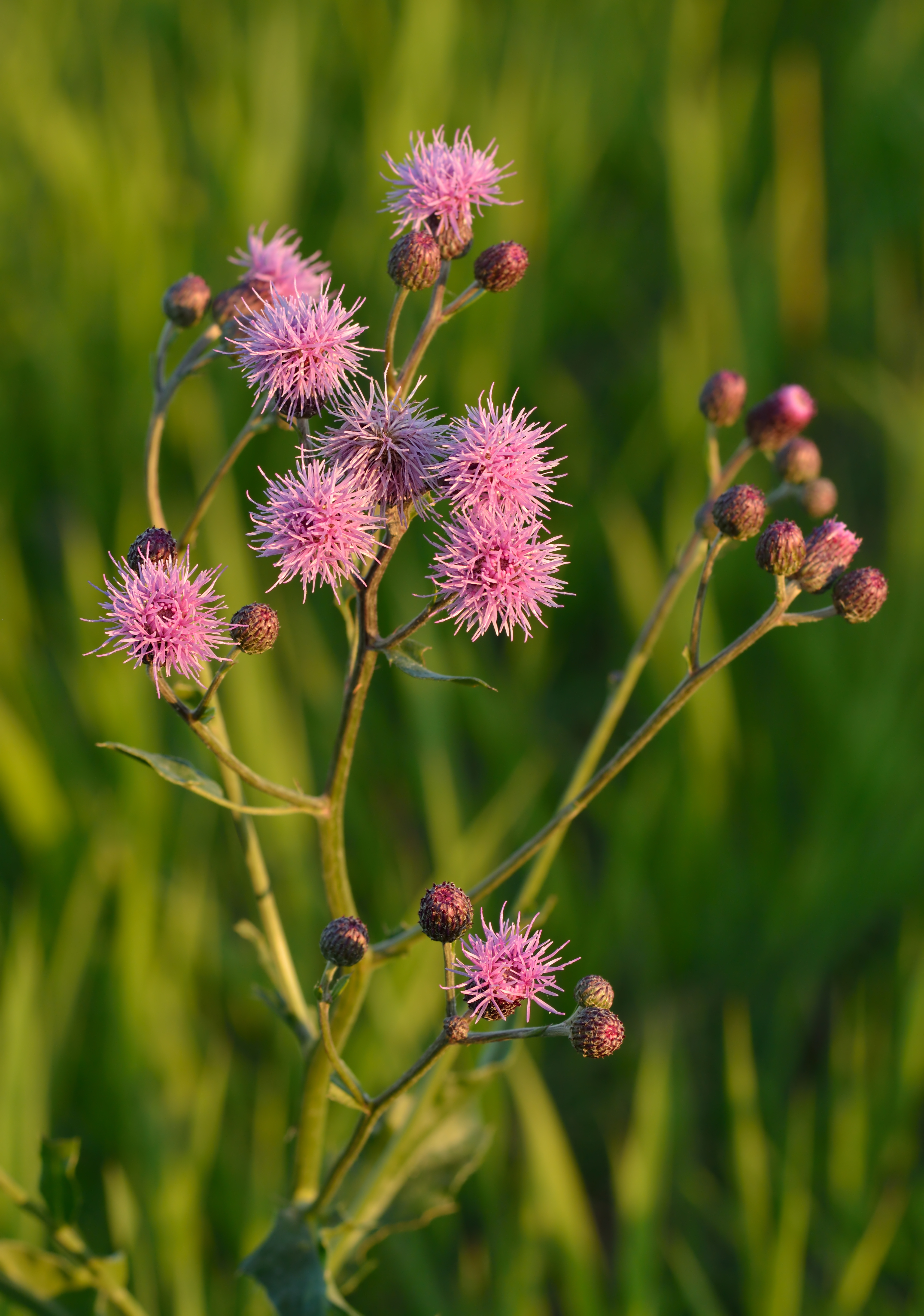
Flowering Creeping Thistle

قصوان حقلي (الاسم العلمي:Cirsium arvense) هو نوع من النباتات يتبع جنس القصوان من الفصيلة النجمية.

## صور

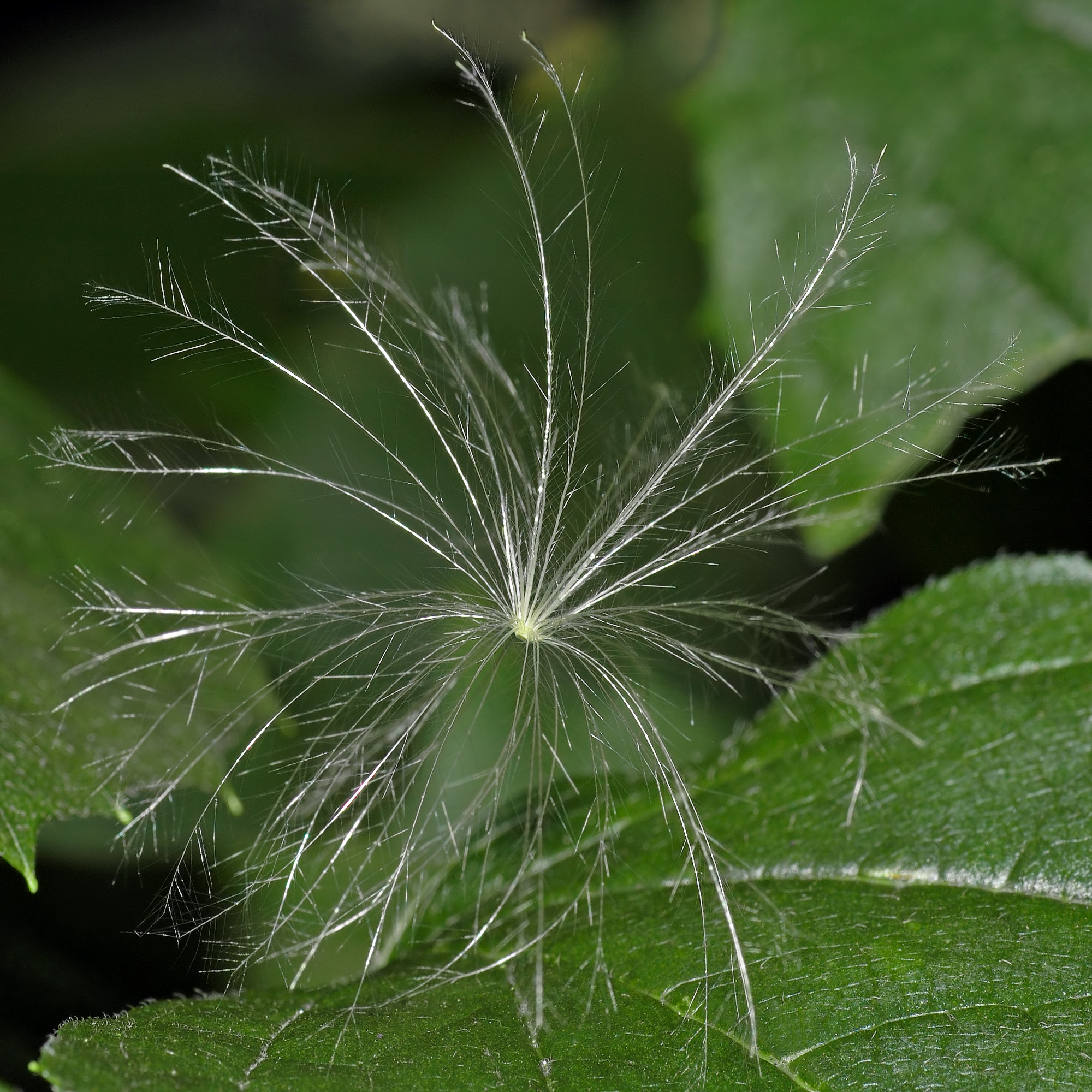
زغبات القصوان الحقلي
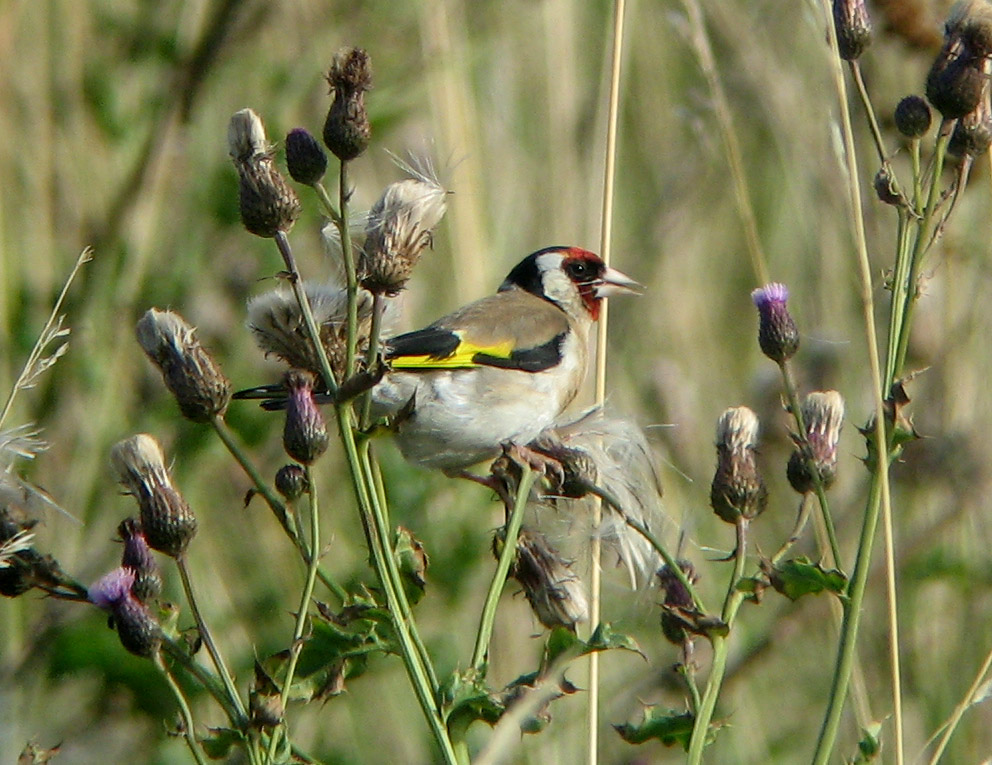
الحسون الأوروبي يتغذى على بذور القصوان الحقلي الزاحف
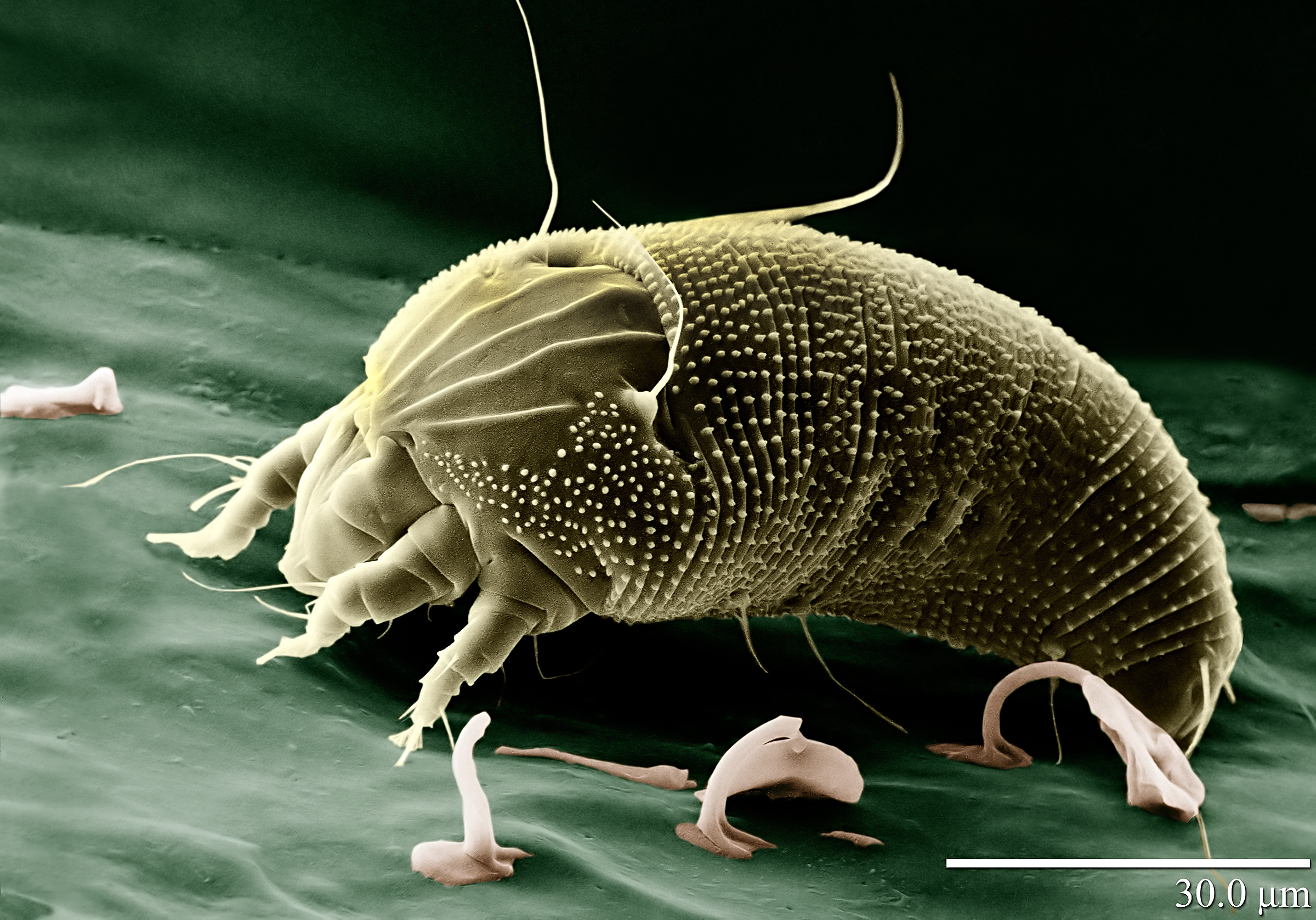
صورة من مجهر إلكتروني ل anthocoptes Aceria، وهي كائن متوقع أن يلعب دوراً في المكافحة البيولوجية المحتملة لهذا النبات المعتبر من الأعشاب الضارة (كندا)